# Paulo Wehmuth
Paulo Wehmuth (Gaspar, 1924 – , 2002) foi um político brasileiro.
Afiliado à Aliança Renovadora Nacional (ARENA), Paulo Wehmuth foi o sétimo prefeito do município catarinense de Gaspar, e governou de 1970 a 1973.
Incentivou a instalação de grandes indústrias em Gaspar, entre elas a antiga Ceval (hoje Bunge Alimentos) e a Metalúrgica Turbina. Em seu governou ocorreu a implantação da rede de água tratada com a criação do Samae, a instalação da comarca, e a divulgação do hino e da nova bandeira do município.